# Gomes (calciatore)
Édson Gomes Bonifácio, noto semplicemente come Gomes (Vitória, 9 settembre 1956), è un ex calciatore brasiliano, di ruolo difensore.

## Caratteristiche tecniche
Conosciuto con il soprannome di Nega, Gomes era un difensore centrale.

## Carriera

### Club

#### Gli inizi con il Saad
Gomes crebbe nelle giovanili del Saad Esporte Clube di São Caetano do Sul, unendosi alla prima squadra nel 1975. Secondo la maggior parte delle fonti, egli vi rimase fino al suo passaggio al Guarani Futebol Clube, avvenuto nel 1977; secondo altre, questo è stato preceduto da un trasferimento all'Esporte Clube XV de Novembro, noto comunemente come XV de Piracicaba.

#### Guarani
Al Guarani Gomes formò una temuta coppia di difensori centrali, composta da lui e da Édson Alves de Oliveira. Esordì con il Bugre in un'amichevole di preparazione alla stagione vinta per 3-2 contro il Santos Futebol Clube, giocando splendidamente; sfornò un'altra ottima prestazione anche nel match successivo, pareggiato 2-2 contro l'Associação Portuguesa de Desportos. Alla sua prima annata nel club, Gomes vinse il Campeonato Brasileiro Série A, con il Guarani che disputò un campionato quasi impeccabile (20 vittorie, 8 pareggi e solo 4 sconfitte).

#### Criciúma
Dopo tre anni al Guarani, con cui scese in campo anche in Coppa Libertadores disputando 10 partite su 10 (condite da una rete) nell'edizione del 1979, Gomes trascorse per un breve periodo in prestito al Criciúma Esporte Clube (per alcuni mentre il proprietario del cartellino era il Guarani, per altri mentre già lo era il Corinthians).